# NGC 3895
NGC 3895 (również PGC 36907 lub UGC 6785) – galaktyka spiralna z poprzeczką (SBa), znajdująca się w gwiazdozbiorze Wielkiej Niedźwiedzicy. Odkrył ją William Herschel 18 marca 1790 roku. Jest to galaktyka z aktywnym jądrem typu LINER.